# Italian Horse Protection Association
Die Italian Horse Protection Association (IHP) betreibt ein Zentrum in Montaione in Italien, das nach dem italienischen Tierschutzgesetz beschlagnahmte Pferde aufnimmt und ihre Rehabilitation betreut.

## Zielsetzung

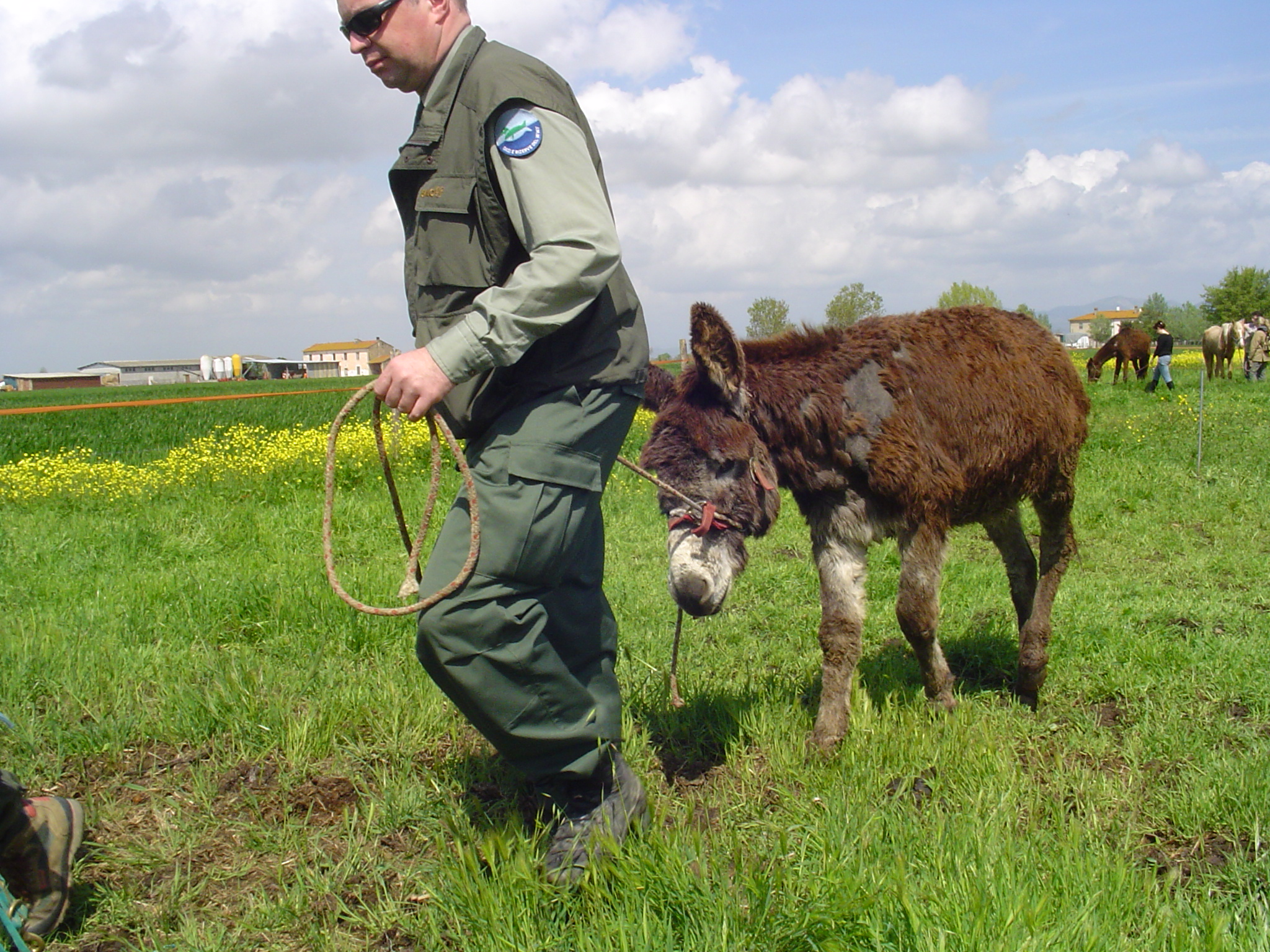
Misshandelter Esel

### Misshandelte Pferde
Die Italian Horse Protection Association (IHP) verfolgt das Ziel, Pferde, die unter dem italienischen Gesetz 189/2004 (Tierquälerei)  beschlagnahmt wurden, einen physischen und psychischen Erholungsraum zu bieten. Darüber hinaus möchte IHP in der Gesellschaft das Bewusstsein für die verhaltensbiologischen Merkmale und Bedürfnisse von Pferden erhöhen. IHP ist der Meinung, dass die Bedürfnisse von Pferden häufig – wenn auch in gutem Glauben – missverstanden werden, und sie damit in ungeeigneter Weise behandelt oder gehalten werden.

### Ansteckende Blutarmut der Einhufer

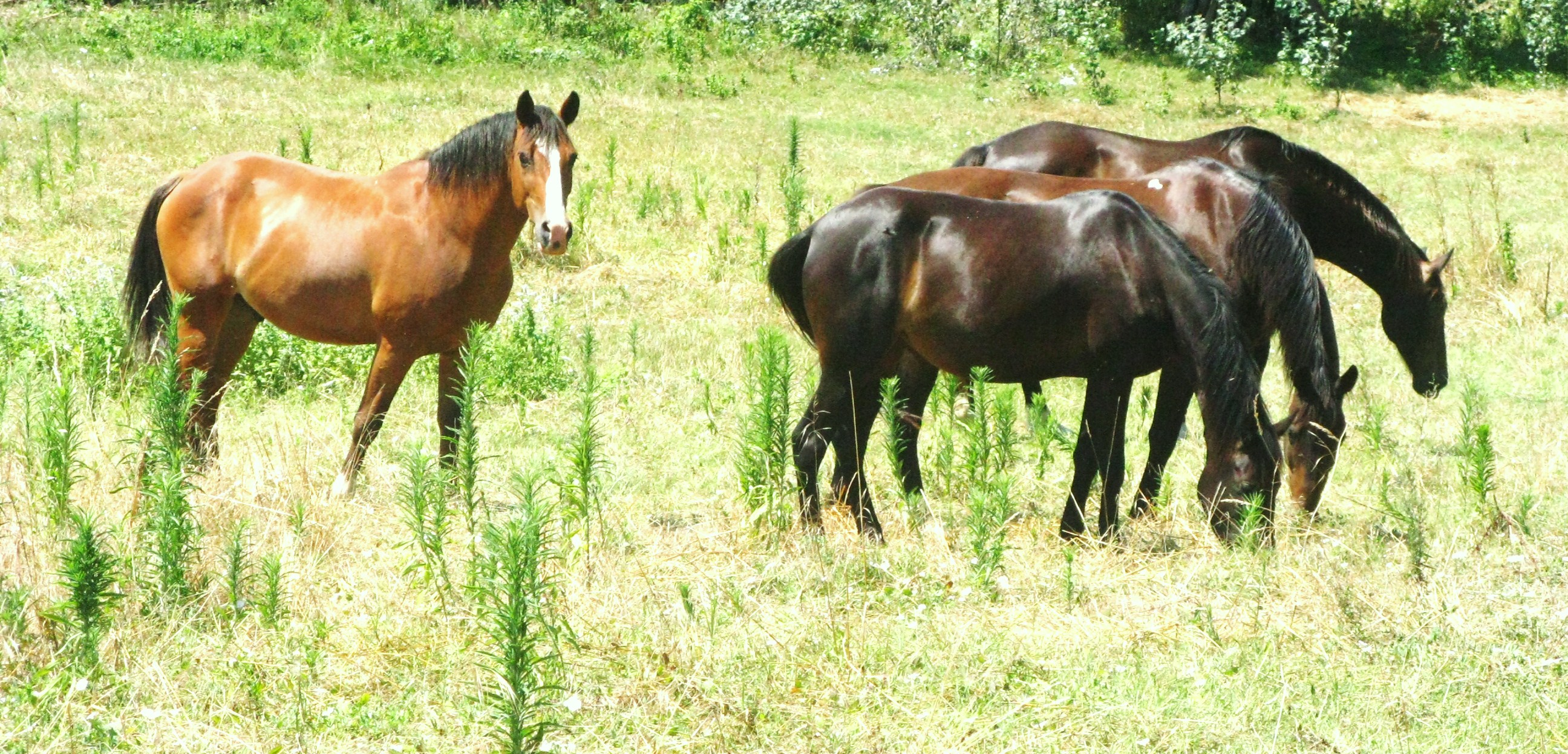
EIAV positive Pferde, die isoliert leben, aber dennoch Weidegang genießen können

Ein weiteres Betätigungsfeld der IHP ist es, das Bewusstsein für die Pferdekrankheit Ansteckende Blutarmut der Einhufer (auch Equine Infektiöse Anämie, EIA) zu erhöhen. EIA ist eine Virusinfektion der Pferde, die mit einer fieberhaften Blutarmut (Anämie) einhergeht und gewöhnlich tödlich endet. Infizierte Tiere bleiben lebenslang Virusträger. EIA ist in Deutschland eine anzeigepflichtige Tierseuche und wird in der Liste der Weltorganisation für Tiergesundheit (OIE) geführt. Die Erkrankung ist in Teilen Europas, Amerika, im Mittleren und Fernen Osten, Russland und Südafrika enzootisch, durch die Tierseuchenbekämpfung aber eher selten geworden. Das EIAV war das erste Retrovirus, bei dem eine mechanische Übertragung durch blutsaugende Insekten nachgewiesen wurde.
EIA ist nach Meinung der IHP eine Krankheit, die als gefährlicher angesehen wird, als sie tatsächlich ist. Die IHP stützt ihre Meinung hierbei auf Erkenntnisse aus der Kooperation der IHP mit der veterinärmedizinischen Fakultät der Universität Perugia. Mit Zustimmung der lokalen Veterinärbehörde und gemäß gültigen Normen ist IHP ein Zentrum, das EIAV-positive Pferde, bei denen die Krankheit nicht ausgebrochen ist, aufnehmen kann und ihnen auf einem isolierten Paddock Weidegang ermöglichen kann.

## Standort
Die Organisation ist in dem Gemeindegebiet von Montaione, Metropolitanstadt Florenz, in Italien gelegen. Dort leben die aufgenommenen Tiere auf ca. 100 ha frei, jedoch unter ständiger Kontrolle durch viele freiwillige Mitarbeiter und Veterinärmediziner, die IHP unterstützen.

## Wissenschaftliche Zusammenarbeit
IHP kooperiert mit der veterinärmedizinischen Fakultät der Universität Perugia im Bereich der Forschung zur ansteckenden Blutarmut der Einhufer sowie zur Ethologie der Pferde sowie mit der Veterinärmedizinischen Fakultät der Universität Pisa im Bereich wissenschaftlicher Praktika mit Pferden in Freiheit.